# Franklin Stahl
Franklin William Stahl (* 8. Oktober 1929 in Boston, USA; † 2. April 2025 in Eugene, Oregon) war ein US-amerikanischer Genetiker und Hochschullehrer.
Franklin W. Stahl entwickelte 1958 zusammen mit Matthew Meselson ein Verfahren, mit dem sich nachweisen ließ, dass die Replikation der DNA semikonservativ (= halb-bewahrend) ist. Dieser Versuch ist als Meselson-Stahl-Versuch bekannt.

## Ehrungen
1976 wurde Stahl in die National Academy of Sciences, 1982 in die American Academy of Arts and Sciences aufgenommen. 1985 war er MacArthur Fellow. 1996 erhielt er die Thomas Hunt Morgan Medal der Genetics Society of America.